# LS Models

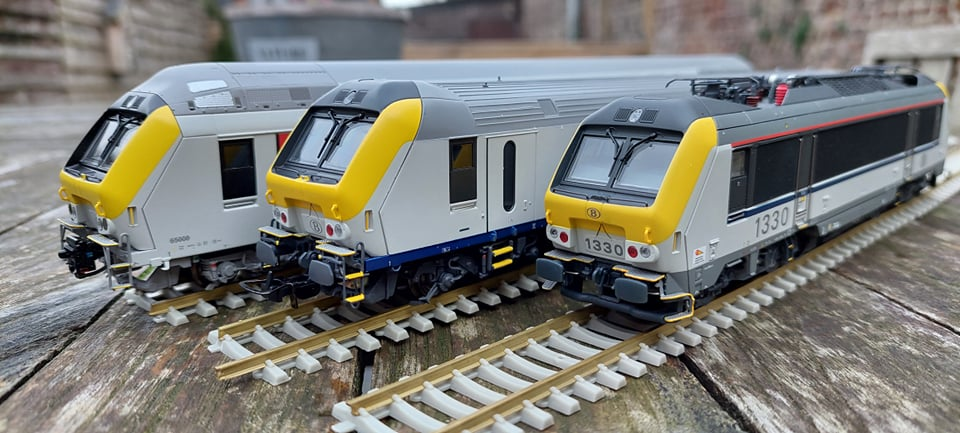
M6 (spoorwegrijtuig), I11 (spoorwegrijtuig) en een HLE 13 geproduceerd door LS Models

LS Models is een Belgisch-Luxemburgs modeltreinenfabrikant, die in 1992 werd opgericht en zicht vooral focust op Belgische modellen, zowel gelijkstroom (DC) als ook wisselstroom, op schaal H0 (1:87) en N (1:160). Er zijn twee hoofdkantoren die zich bevinden in Sourbrodt (België) en in Wilwerdange (Luxemburg). 
Arnold ·
Artitec ·
Bachmann ·
Brawa ·
Egger-Bahn ·
Fleischmann ·
Faller ·
Fulgurex ·
HAG ·
HAMO ·
Hornby Railways ·
Hübner ·
Ibertren ·
Jouef ·
Kato ·
KK Eishindo · 
Kleinbahn ·
Klein Modellbahn ·
Kleinspoor ·
Lemaco ·
LGB ·
Liliput ·
Lima ·
Lionel ·
LS Models ·
Märklin ·
Mehano Train Line ·
Micro-Trains ·
Minitrix ·
MK Modelbouwstudio's ·
Nilkram · 
Phildie · 
Philotrain ·
Piko ·
Primex ·
Regner ·
Rivarossi ·
Roco ·
ROKAL ·
THS ·
Tillig ·
Trix ·
Trix Express ·
Weinert